# Malvoliophis
Malvoliophis is een monotypisch geslacht van straalvinnige vissen uit de familie van slangalen (Ophichthidae).

## Soort
- Malvoliophis pinguis Günther, 1872